# D-arabinosio 1-deidrogenasi (NAD(P)+)
La D-arabinosio 1-deidrogenasi (NAD(P)+) è un enzima appartenente alla classe delle ossidoreduttasi, che catalizza la seguente reazione:
D-arabinosio + NAD(P)+ ⇄ D-arabinono-1,4-lattone + NAD(P)H + H+
L'enzima agisce anche su L-galattosio, 6-deossi- e 3,6-dideoxy-L-galattosio.